# جائزة بلنسية الكبرى للدراجات النارية 2015
جائزة بلنسية الكبرى للدراجات النارية 2015 هو سباق دراجات نارية أقيم بتاريخ 8 نوفمبر 2015 في حلبة ريكاردو تورمو، بلنسية، منطقة بلنسية، إسبانيا. كان الجولة الثامنة عشر من أصل 18 في سباق الجائزة الكبرى للدراجات النارية موسم 2015. فاز خورخي لورنزو بفئة الموتو جي بي بينما جاء مارك ماركيث في المركز الثاني وحصل على المركز الثالث داني بيدروسا. فاز بفئة الموتو 2 الإسباني أستيفا رابات.

## وصلات خارجية
- الموقع الرسمي